# Nöbdenitz
Nöbdenitz is een plaats en voormalige gemeente in de Duitse deelstaat Thüringen, en maakt deel uit van de Landkreis Altenburger Land.
Nöbdenitz telt  inwoners.
Nöbdenitz was de hoofdplaats van de Verwaltungsgemeinschaft Oberes Sprottental tot de gemeente op 1 januari 2019 werd opgenomen in de gemeente Schmölln. Nöbdenitz bleef echter het administratieve centrum van de Verwaltungsgemeinschaft.

## Plaatsen in de gemeente
- Nöbdenitz
- Burkersdorf (bei Schmölln)
- Lohma*
- Untschen
- Zagkwitz